# エリザベス・ライアン
エリザベス・モンターギュ・ライアン（Elizabeth Montague Ryan, 1892年2月8日 - 1979年7月6日）は、アメリカ・カリフォルニア州アナハイム出身の女子テニス選手である。1914年から1934年までの20年間にわたって、ウィンブルドン選手権で女子ダブルス12勝、混合ダブルス7勝を挙げ、同選手権で総計「19勝」の記録を樹立した。しかし、4大大会の女子シングルスではウィンブルドンで2度、全米選手権では1度の準優勝に止まり、とうとう優勝できずに終わった。女子ダブルスでは全仏選手権でも4度の優勝がある。彼女は Bunny Ryan （バニー・ライアン）の愛称でも親しまれた。

## 来歴
1914年のウィンブルドン女子ダブルスから、エリザベス・ライアンの歴史が始まる。初優勝の時は、イギリスのアグネス・モートンとペアを組んだ。ところが、第1次世界大戦の勃発により、ウィンブルドン選手権も1915年から1918年まで開催が中止される。1919年、5年ぶりに再開されたウィンブルドンの女子ダブルスで、ライアンはフランスのスザンヌ・ランランとペアを組んで優勝し、1923年までこのペアで5連覇を達成した。しかし、1921年の女子シングルス決勝でライアンはダブルス・パートナーのランランに 2-6, 0-6 で完敗し、1回目の準優勝の苦杯をなめる。1924年はランランが病気のため出場できなくなり、2人のダブルス連覇記録は止まったが、1925年にペアとして2年ぶり6度目（ライアンは7度目）の優勝を決めた。
1926年にランランが世界初の「プロテニス選手」になったことから、ライアンはダブルス・パートナーの変更を余儀なくされ、1926年は同じアメリカのメアリー・ブラウンと組んで優勝する。その後、1927年と1930年は同じアメリカのヘレン・ウィルス・ムーディと組み、1933年と1934年はフランスのシモーヌ・マチューと組んだ。こうしてエリザベス・ライアンのウィンブルドン女子ダブルス優勝は「12勝」となったが、9年ぶりに進出した1930年の女子シングルス決勝ではムーディに 2-6, 2-6 で敗れ、結局シングルスでは2度の準優勝に終わってしまう。混合ダブルス7勝は、1919年・1921年・1923年の3回はイギリスのランドルフ・ライセットと組んだが、以後の4回はそれぞれ違う選手と組んでいる。
エリザベス・ライアンの他の4大大会成績は、全米選手権では1926年の女子シングルス決勝でノルウェーのモーラ・マロリーに 6-4, 4-6, 7-9 の逆転で敗れた準優勝がある。同選手権では1926年に女子ダブルス・混合ダブルスの2部門を制し、1933年に混合ダブルスの優勝を加えた。全仏選手権では女子ダブルスで4度優勝し、1930年と1932年はヘレン・ウィルス・ムーディと組み、1933年と1934年はシモーヌ・マチューと組んでいる。ライアンはキャリアの晩年に、全仏選手権で1932年から1934年にかけて女子ダブルス3連覇を成し遂げた。マチューとのペアで全仏選手権とウィンブルドン選手権の女子ダブルスを2連覇した後、1934年に現役を退いたライアンは、42歳を迎えるまでダブルスの頂点にとどまったのである。
1972年に国際テニス殿堂入り。それから7年後の1979年7月8日、87歳のエリザベス・ライアンはウィンブルドン選手権の試合会場でマルチナ・ナブラチロワとクリス・エバートの女子シングルス決勝を観戦した。翌日の女子ダブルス決勝には、4年前の1975年に女子シングルス6勝目でライアンの最多優勝記録に並んでいたビリー・ジーン・キング夫人が、ナブラチロワとのペアで出場することになっていた。（それまでのキング夫人のウィンブルドン優勝記録：女子シングルス6勝＋女子ダブルス9勝＋混合ダブルス4勝＝総計19勝）ところが、7月8日の夜にライアンは突然の心臓発作で倒れ、病院へ運ばれる途中に息絶えた。7月9日の女子ダブルス決勝で、キング夫人とナブラチロワの組が優勝を飾り、キング夫人はライアンが45年間保持したウィンブルドン最多優勝記録を更新して「20勝」の大台に乗せた。ライアンの死去にまつわるエピソードは、今なお女子テニスの歴史に残る珍事として語り継がれている。

## 4大大会ダブルス優勝
- ウィンブルドン選手権　女子ダブルス：12勝（1914年・1919年-1923年・1925年-1927年・1930年・1933年＆1934年）／混合ダブルス：7勝（1919年・1921年・1923年・1927年＆1928年・1930年・1932年）　［女子シングルス準優勝2度：1921年・1930年］
- 全仏選手権　女子ダブルス：4勝（1930年・1932年-1934年）
- 全米選手権　女子ダブルス:1勝（1926年）／混合ダブルス：2勝（1926年・1933年）　［女子シングルス準優勝1度：1926年］